# Pierre Herinne
Pierre Herinne (Charleroi, 9 september 1968) is een Belgisch voormalig professioneel wielrenner. Hij was in 1989 Belgisch kampioen tijdrijden voor elite zonder contract en won twee jaar later Luik-Bastenaken-Luik voor beloften.

## Belangrijkste overwinningen
1989
- Belgisch kampioen tijdrijden, Elite zonder contract
- 2e etappe Ronde van Namen
- 4e etappe, deel A Ronde van Namen

1991
- Luik-Bastenaken-Luik U23
- 3e etappe, deel A Ronde van België

1992
- 1e etappe Ronde van Essonne

1993
- GP Stad Zottegem

## Grote rondes
Geen